# Метод твердого носія
Метод твердого носія (рос. метод твердого носителя; англ. method of a solid tracer (material), нім. Methode f des harten Trägermedium) — індикаторний метод дослідження газонафтових свердловин і пластів, оснований на внесенні в пласт індикатора на твердій речовині (піску, смолах і ін.), який використовується для вивчення результатів гідророзриву пласта, для створення у водонафтових пластах штучних екранів, селективної ізоляції обводнених пластів тощо.